# Acacia symonii
Acacia symonii là một loài thực vật có hoa trong họ Đậu. Loài này được Whibley miêu tả khoa học đầu tiên.